# سالار مگس‌ها (فیلم ۱۹۶۳)
سالار مگس‌ها (انگلیسی: Lord of the Flies) فیلمی به کارگردانی پیتر بروک است که در سال ۱۹۶۳ منتشر شد. از بازیگران آن می‌توان به جیمز اوبری اشاره کرد.